# Пегов, Николай Петрович
Николай Петрович Пегов — советский хозяйственный, государственный и политический деятель.

## Биография
Родился в 1914 году в деревне Замошье. Член КПСС.
Участник Великой Отечественной войны. С 1943 года — на хозяйственной, общественной и политической работе. В 1943—1985 гг. — инженер-конструктор, заместитель главного конструктора КБ Балтийского судостроительного завода, секретарь парткома Балтийского и Приморского заводов, секретарь Свердловского райкома КПСС города Ленинграда, начальник СКБ-5 Министерства судостроительной промышленности СССР, начальник КБ, заместитель начальника и главный конструктор, главный инженер Средненевского судостроительного завода, начальник и главный конструктор Западного ПКБ
Лауреат Государственной премии СССР (1977).
Умер в Санкт-Петербурге в 1996 году.